# Charles Finney

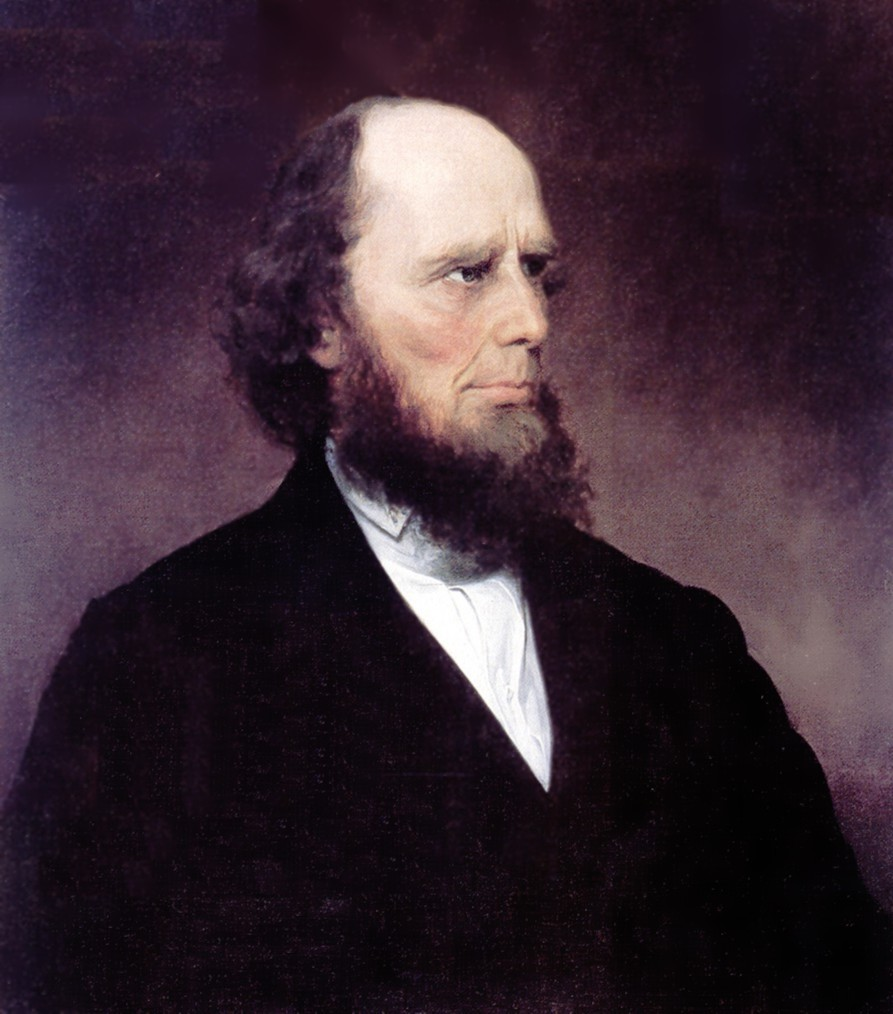
Charles Finney

Charles Grandison Finney, född 29 augusti 1792 i Warren, Connecticut, död 16 augusti 1875 i Oberlin, Ohio, var en amerikansk väckelsepredikant inom den s.k. "Second great awakening".
Finney åstadkom och ledde omfattande väckelserörelser i New England på 1820-talet och senare. Han var påverkad av helgelserörelsen och var en aktiv förkämpe för kvinnors och svartas rättigheter samt en slaveribekämpare. Det berättas att han inte ville ge nattvarden åt slavägare. 
Han var rektor på Oberlin College, där han formade sin helgelseteologi, som kom att betyda mycket för helgelserörelsen och väckelsekristendomen på 1800-talet. 
I början av sitt liv var Finney frimurare, men blev sedan en aktiv motståndare av frimureriet. 
I "Lectures on revivals of religion" (1835; många uppl.) betonade han starkt det andliga livets lagbundenhet. Väckelse kommer, enligt Finney, genom rationella religiösa metoder till stånd lika säkert som skörd efter sådd.